# Cucklington
Cucklington is een civil parish in het bestuurlijke gebied South Somerset, in het Engelse graafschap Somerset met 173 inwoners.

## Galerij

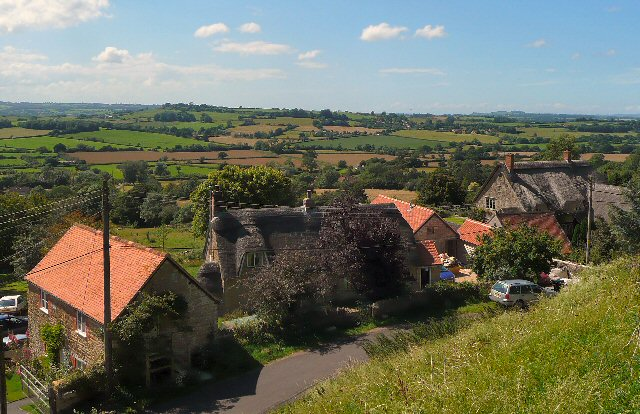
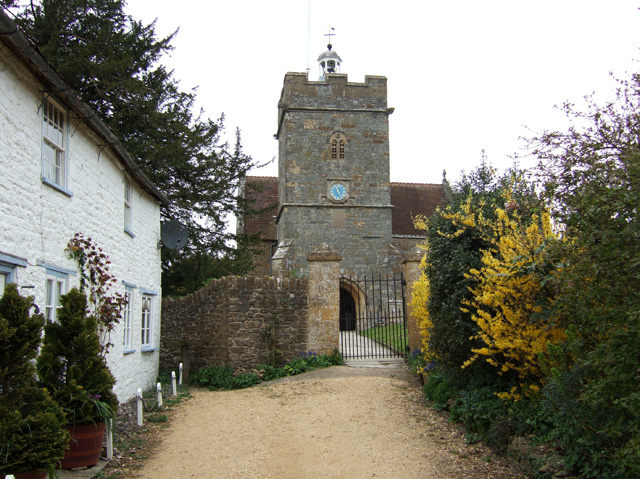